# Зоологическое общество Франции
Французское общество зоологов, или Зоологическое общество Франции (фр. La Société zoologique de France) — научное общество зоологов, а также гистологов, физиологов и других специалистов Франции, исследующих животных и популяризующих сведения о них.

## История
Зоологическое общество Франции было основано в 1876 году. Инициатором создания общества стал французский натуралист и охотник Aimé Bouvier (???-1919). Первая учредительная встреча членов-основателей состоялась 8 июня 1876 года. Она проходила под председательством Жюля Виана (Jules Vian, 1815—1904); также в ней участвовали Félix Pierre Jousseaume (1835—1921), Louis Bureau (1847—1936), Эжен Симон (1848—1924), Рафаэль Бланшар (1857—1919) и Фернан Латаст (1847—1934). Первым президентом общества был избран Жюль Виан.
Число членов общества менялось с годами: 161 в 1878 году, 270 в 1889 и 367 в 1897 году.
Пять из его членов были удостоены Нобелевской премии: Альфонс Лаверан (1845—1922), Андре Львов (1902—1994), Илья Мечников (1845—1916), Томас Морган (1866—1945) и Шарль Рише (1850—1935).

## Издания общества
- Bulletin de la Société Zoologique de France

## Президенты[5]
- 1876 : Jules Vian (1815—1904)
- 1877 : Jules Vian (1815—1904)
- 1878 : Félix Pierre Jousseaume (1835—1921)
- 1879 : Edmond Perrier (1844—1921)
- 1880 : Jules Vian (1815—1904)
- 1881 : Фернан Латаст (1847—1934)
- 1882 : Эжен Симон (1848—1924)
- 1883 : Jules Künckel d'Herculais (1843—1918)
- 1884 : Maurice Chaper (1834—1896)
- 1885 : Pierre Mégnin (1828—1905)
- 1886 : Поль Анри Фишер (1835—1893)
- 1887 : Adrien Certes (1835—1903)
- 1888 : Jules Jullien (1842—1897)
- 1889 : Gustave Cotteau (1818—1894)
- 1890 : Жюль де Герн (1855—1931)
- 1891 : Alcide Louis-Joseph Railliet (1852—1930)
- 1892 : Philippe Dautzenberg (1849—1935)
- 1893 : Эмиль Устале (1844—1905)
- 1894 : Lionel Faurot (1853—1934)
- 1895 : Léon Vaillant (1834—1914)
- 1896 : Louis Eugène Bouvier (1856—1944)
- 1897 : Romain Moniez (1852—1936)
- 1898 : Henri Filhol (1843—1902)
- 1899 : Charles Janet (1849—1931)
- 1900 : Yves Delage (1854—1920)
- 1901 : Эдуард Луи Труэссар (1842—1927)
- 1902 : Arthur René Jean Baptiste Bavay (1840?-1923)
- 1903 : Jules Richard (1863—1945)
- 1904 : Edgard Hérouard (1858—1932)
- 1905 : Louis Joubin (1861—1935)
- 1906 : François-Xavier Raspail (1840—1926)
- 1907 : Georges Pruvot (1852—1924)
- 1908 : Paul Marchal (1862—1942)
- 1909 : Шарль Аллюо (1861—1949)
- 1910 : François-Henri Coutière (1869—1952)
- 1911 : Jean Baptiste François René Koehler (1860—1931)
- 1912 : Adrien Dollfus (1858—1921)
- 1913 : Louis Roule (1861—1942)
- 1914 : Raphaël Blanchard (1857—1919)
- 1915 : Maurice Caullery (1868—1958)
- 1916 : Adrien Lucet (1852—1916)
- 1917 : Жак Пеллегрен (1873—1944)
- 1918 : Édouard Chevreux (1846—1931)
- 1919 : Armand Lucien Clément (1848—1920)
- 1920 : Émile Topsent (1862—1951)
- 1921 : Étienne Rabaud (1868—1956)
- 1922 : Émile Brumpt (1877—1951)
- 1926: Феликс Мениль (1868-1938)
- 1927 : Raoul Anthony (1874-1941)
- 1928 : Édouard Chatton (1883-1947)
- 1929 : Louis Fage (1883-1964)
- 1930 : Alphonse Malaquin (1868-1949)
- 1931 : Lucien Chopard (1885-1971)
- 1932 : François Picard (1879-1939)
- 1933 : Armand Billard (1871-1942)
- 1934 : Léonce Joleaud (1880-1938)
- 1935 : René Legendre (1880-1954)
- 1936 : Louis Mercier (1879-1954)
- 1937 : Marie Phisalix (1861-1946)
- 1938 : René Jeannel (1879-1965)
- 1939 : Пьер-Поль Грассе (1895—1985)
- 1940 : Robert-Philippe Dolfus (1887-1976)
- 1941 : Emmanuel Fauré-Fremiet (1883-1971)
- 1942 : Édouard Bourdelle (1876-1960)
- 1943 : Jacques Millot (1897-1980)
- 1944 : Marcel Prenant (1893-1983)
- 1945 : Georges Lavier (1892-1968)
- 1946 : Henri Piéron (1881-1964)
- 1958 : Этьен Вольф (1904—1996)

- 2009 : M. J.-L. d'Hondt[6]

## Награды общества
- Prix Gadeau de Kerville de la Société zoologique de France — научная награда за достижения в области зоологии, по всем группам животных, кроме членистоногих (вместе с премией в 20 000 фр.; в последнее время вручается раз в 3 года), названа в честь Почётного президента общества Henri Gadeau de Kerville, который около 60 лет был его членом.